# Староселье (Владимирский район)
Староселье (укр. Старосілля) — село в Павловской сельской общине Владимирского района Волынской области Украины.
Код КОАТУУ — 0721183805. Население по переписи 2001 года составляет 371 человек. Почтовый индекс — 45342. Телефонный код — 3372. Занимает площадь 6,5 км².

## История
В 1946 году указом ПВС УССР село Ляхов переименовано в Староселье.
До 2020 года входило в Иваничевский район.